# ارنستینا آبامبیلا
ارنستینا آبامبیلا (انگلیسی: Ernestina Abambila؛ زادهٔ ۳۰ دسامبر ۱۹۹۸) بازیکن فوتبال اهل غنا است.
وی همچنین در تیم‌های ملی فوتبال Ghana women's national under-17 football team, Ghana women's national under-20 football team، و زنان غنا بازی کرده‌است.